# Artrodesis
La artrodesis consiste en una intervención quirúrgica en la cual se fijan dos piezas óseas, anclando una articulación. Esta intervención es muy común en el raquis, fijando dos vértebras entre sí por los cuerpos vertebrales generando el anclaje por medio de una prótesis de titanio u objetos elásticos, esto último se realiza en fracturas inestables, evitándose en las estables.
Este procedimiento, es también utilizado frecuentemente como tratamiento para las articulaciones afectadas por hemorragias de repetición en pacientes hemofílicos, las cuales causan un deterioro articular.